# Peter Blake (Architekt)
Peter Blake, eigentlich Peter Jost Blach (* 20. September 1920 in Berlin; † 5. Dezember 2006 in Branford, Connecticut) war ein aus Deutschland stammender, US-amerikanischer Architekt und Autor.

## Leben
Peter Blake wurde 1920 in Berlin als Kind der wohlhabenden jüdischen Familie Blach geboren und bekam so zunächst den Namen Peter Jost Blach. Die Familie schickte unter dem Hintergrund der Machtergreifung der Nazis im Jahre 1933 ihren Sohn nach England zur Schule. Seine Eltern verließen später Deutschland jeweils getrennt. 1938 begann er ein Studium an der University of London, 1939 wurde er Student der Regent Street Polytechnic School of Architecture, London.
Er emigrierte dann in die Vereinigten Staaten, war von 1940 bis 1941 Student an der University of Pennsylvania in Philadelphia, wo er unter anderem für Louis Kahn arbeitete. 1944 bekam er die US-amerikanische Staatsbürgerschaft und änderte seinen Namen von Peter Jost Blach in Peter Blake. Er trat in die US-Armee ein. Nach einer Ausbildung in Camp Ritchie, Maryland gelangte er auf den europäischen Kriegsschauplatz, gehörte zu den amerikanischen Truppenkontingenten, die in Berlin einmarschierten. Bis zum Jahre 1947 blieb Blake in der US-Armee, kehrte dann nach New York City zurück.
Er ließ sich – zusammen mit einer Gruppe von Künstlern, Architekten und Schriftstellern (unter anderem Jackson Pollock, Robert Motherwell und Willem de Kooning) – auf Long Island nieder. Insbesondere mit Jackson Pollock verband ihn eine enge Freundschaft.
In den Jahren 1948 bis 1950 war Blake Kurator für Architektur und Design am Museum of Modern Art, New York. In dieser Zeit verfasste er unter anderem Bücher über Marcel Breuer, Frank Lloyd Wright, Le Corbusier, Ludwig Mies van der Rohe und Philip Johnson.
Von 1950 bis 1972 war er einer der maßgebenden Autoren der einflussreichen Zeitschrift Architectural Forum, wurde später Chefredakteur, dann von 1964 bis 1972 Herausgeber dieser Zeitschrift. Nachdem die Zeitschrift ihr Erscheinen hatte einstellen müssen, versuchte er noch im selben Jahr mit Architecture Plus eine eigene Zeitschrift auf dem Markt zu etablieren. Doch 1975 musste auch diese ihr Erscheinen einstellen.
Er war von 1958 bis 1961 Teilhaber des Architekturbüros P. B. & Julian Neski, Inc., New York und von 1964 bis 1972 James Baker and P. B., Architects, New York.
Blake hat an mehreren Universitäten Architektur gelehrt. Seit 1975 war er Dekan des Boston Architectural Center, School of Architecture. Im Jahre 1979 wurde er Dekan der Fakultät für Architektur und Planung an der Catholic University in Washington, D.C. und lehrte dort bis 1979.
Nach der Emeritierung von der Catholic University, zog Peter Blake nach Connecticut, schrieb hier weiter Bücher und Artikel, Kolumnen für New York Magazine und Interior Design.
Peter Blake war dreimal verheiratet – mit Martha Howard, Petty Nelson Blake and Susan Tamulevich. Alle drei Ehen wurden geschieden.
Peter Blake starb am 5. Dezember 2006 im Alter von 86 Jahren in Branford, Connecticut.

## Wirken
Blake war ein enthusiastischer Anhänger und Chronist der Moderne, glaubte an die Schönheit der klaren Linie und die Eleganz von einfachen, funktionalen Formen.
Gemeinsam mit Le Corbusier, Mies van der Rohe, die er kannte und bewunderte, sowie anderen Ikonen der modernen Architektur, lehnte er die Sterilität und Hässlichkeit der Nachkriegs-Moderne ab, weil er seiner Überzeugung treu blieb, dass Architektur eine soziale Funktion zu erfüllen habe, und ihr Zweck sei, das Leben derjenigen, die innerhalb der von Architekten entworfenen Strukturen lebten und arbeiteten, zu verbessern.
An der Architektur, die sich nach dem Zweiten Weltkrieg durchsetzte, kritisierte Blake den eindimensionalen, vorwiegend an technisch ökonomischen Vorgaben orientierten Bauwirtschaftsfunktionalismus, der ästhetische und soziale Wertvorstellungen weitgehend verdrängte.
Für seinen Freund Jackson Pollock entwarf Blake bereits im Jahre 1949 das „Ideale Museum“. Nach dem Entwurf sollten die Wände des Gebäudes verspiegelt werden, um so die Gemälde von Pollock mehrfach abzubilden. Es wurde jedoch nicht errichtet.
Zu Blakes herausragenden Entwürfen zählen Häuser in den Hamptons, das Russell House in Bridgehampton aus dem Jahre 1956, das eigene im Jahre 1960 an der Mecox Bay errichtete Haus, oder das Armstrong House in Montauk aus dem Jahre 1961. 
Blakes aber wohl bekanntestes Bauprojekt ist das von ihm im Jahre 1955 in Water Mill, New York errichtete „Pin Wheel House“, ein Ferienhaus für die eigene Familie.
Obwohl Peter Blake mehr als fünfzig Gebäude entwarf/errichtete, erlangte er als Schriftsteller weitaus größere Bedeutung. Er verfasste hunderte von Artikeln und veröffentlichte mehr als ein Dutzend Bücher über Architektur sowie Leben und Werk berühmter Architekten des 20. Jahrhunderts.
Zu seinen bekanntesten Werken gehören:
- The Master Builders: Le Corbusier, Mies van der Rohe, Frank Loyd Wright (1960),
- Eine Geschichte der modernen Architektur: God’s own Junkyard: The Planned Deterioration of America’s Landscape (1964)
- Form Follows Fiasco – Why Modern Architecture Hasn’t Worked (1978)
- Seine Autobiografie No Place like Utopia. Modern Architecture and the Company We Kept (1993).

„Er war die Stimme einer ganzen Generation von Architekten und Designern und müsste noch weit stärker bekannt werden.“ schrieb Alastair Gordon, selbst Schriftsteller und Architekturkritiker.

## Mitgliedschaften
- Fellow American Institute of Architects (AIA)
- Architectural League, New York (unter anderem 1966–1968 Vizepräsident, 1971–1972 Präsident)
- International Design Conference, Aspen/Colo. (1965–1970 Board of Dir.)

## Auszeichnungen
- 1960 Howard Myers Journalism Award, AIA;
- 1962 Graham Fellowship;
- 1968/69 Medal of Honor und Award of Merit, AIA;
- 1975 Archit. Critic’s Medal, AIA.

## Schriften (Auswahl)
- The Master Builders: Le Corbusier, Mies Van Der Rohe, Frank Lloyd Wright, by Peter Blake, 1960
- God’s Own Junkyard: The Planned Deterioration of America’s Landscape, by Peter Blake, Holt, Rinehart & Winston 1964
- The New Forces, by Peter Blake, Royal Australian Institute of Architects, Victorian Chapter, 1971
- Architecture for the New World: The Work of Harry Seidler, by Peter Blake, Horwitz Australia Wittenborn, 1973
- Great Architecture of the World, by Peter Blake, Random House, 1976
- Form Follows Fiasco: Why Modern Architecture Hasn’t Worked, by Peter Blake, Little Brown & Co, 1978
- Peter Blake, by Peter Blake, Tate Gallery, 1983
- Davis Brody & Associates, by Peter Blake, Rizzoli, 1987
- Architecture for the New World – The Architecture of Arthur Erickson, by Arthur Erickson, Peter Blake (designer), Harper Collins, 1988
- Edward Larrabbee Barnes: Architect, by Peter Blake, Rizzoli, 1995
- Gustav Peichl. Neue Projekte/Recent Projects. hg. von W. Zschokke, P. Blake; Birkhäuser Verlag; 1996
- No Place Like Utopia: Modern Architecture and the Company We Kept, by Peter Blake, Alfred A. Knopf, Inc., 1993
- Philip Johnson, by Peter Blake, paperback, Springer Verlag, 1996
- Craig Ellwood, Architecture, by Ester Mc Coy, Peter Blake, paperback, Hennessey & Ingalls, 1997
- How to Design the Perfect Building, by Peter Blake, R. S. Means & Co, 1997
- Private Architecture: Masterpieces of the Twentieth Century, by Roberto Schezen, Susan Doubilet, Peter Blake (introduction), The Monacelli Press, 1998
- The Architecture of Ulrich Franzen: Selected Works, by Peter Blake, George Weissman, Ulrich Franzen, hardcover, Birkhäuser, 1999